# Бесјер
Бесјер (фр. Bessières) насеље је и општина у јужној Француској у региону Миди Пирене, у департману Горња Гарона која припада префектури Тулуз.
По подацима из 2011. године у општини је живело 3.322 становника, а густина насељености је износила 199,16 становника/km². Општина се простире на површини од 16,68 km². Налази се на средњој надморској висини од 108 метара (максималној 194 m, а минималној 85 m).

## Демографија
| 1962. | 1968. | 1975. | 1982. | 1990. | 1999. | 2011. |
| ----- | ----- | ----- | ----- | ----- | ----- | ----- |
| 1.220 | 1.456 | 1.595 | 1.841 | 2.009 | 2.222 | 3.322 |

График промене броја становника у току последњих година